# Carplast
 (juillet 2025).
La Carplast est une cartouche à grenaille développée en France entre 1951 et 1957 par Jean Lefebvre. Elle est l’une des premières cartouches à utiliser une douille et une bourre entièrement en plastique, offrant une meilleure résistance à l'humidité et davantage de fiabilité que les cartouches en carton dominant alors le marché.

## Développement

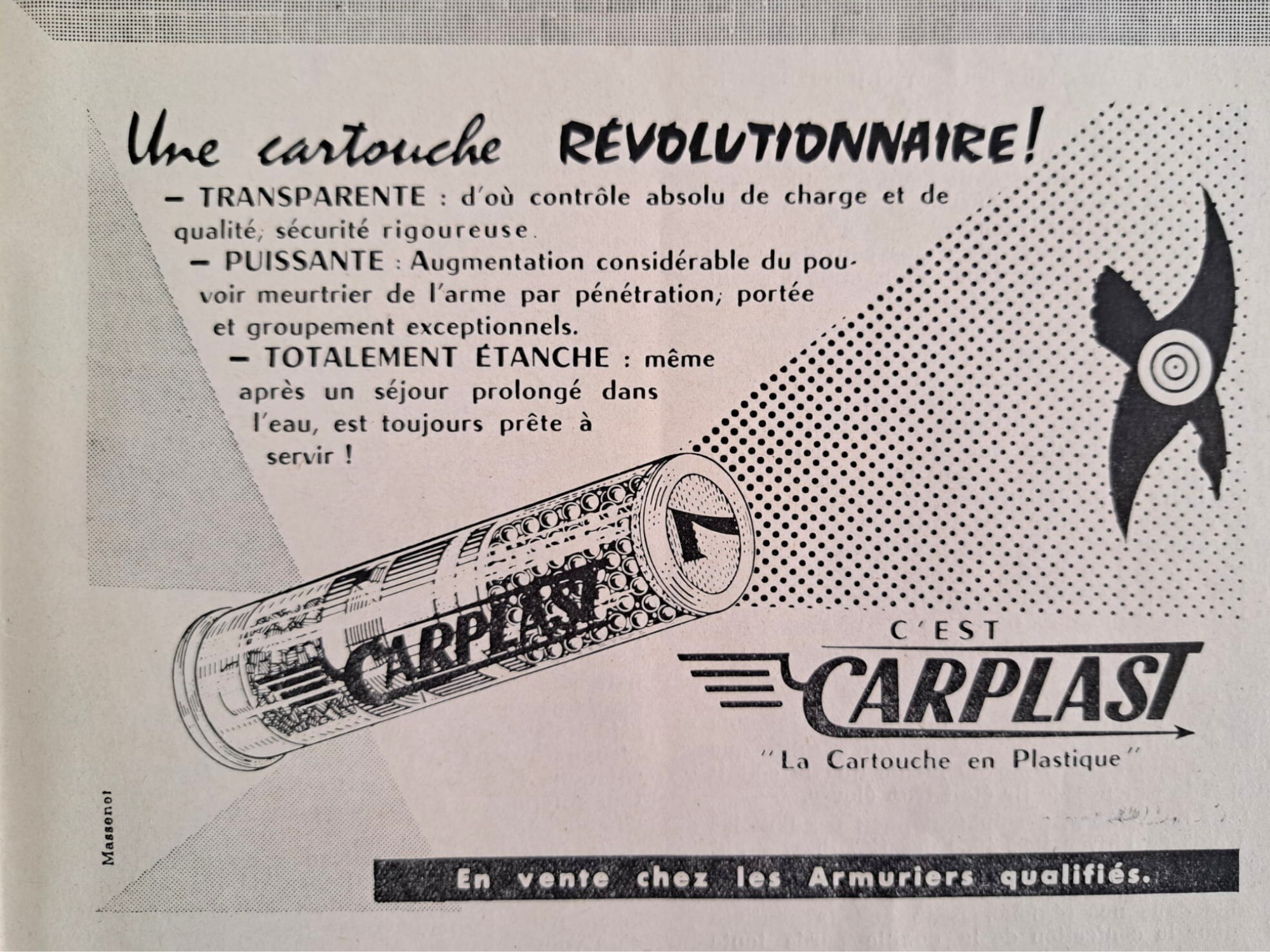
Flyer de l'époque

En 1951, Jean Lefebvre, propriétaire depuis 1949 de l’armurerie « La Cartoucherie Normande » à l'Aigle réalise un premier prototype de cartouche dont la douille est entièrement en plastique. La matière première, encore peu fréquente en France à l’époque, aurait été récupérée à partir d’une brosse à dent reçue lors d’une exposition universelle,. Le brevet est déposé en 1957 et la cartouche commercialisée sous le nom de Carplast, contraction de « cartouche » et « plastique ».

## Caractéristiques

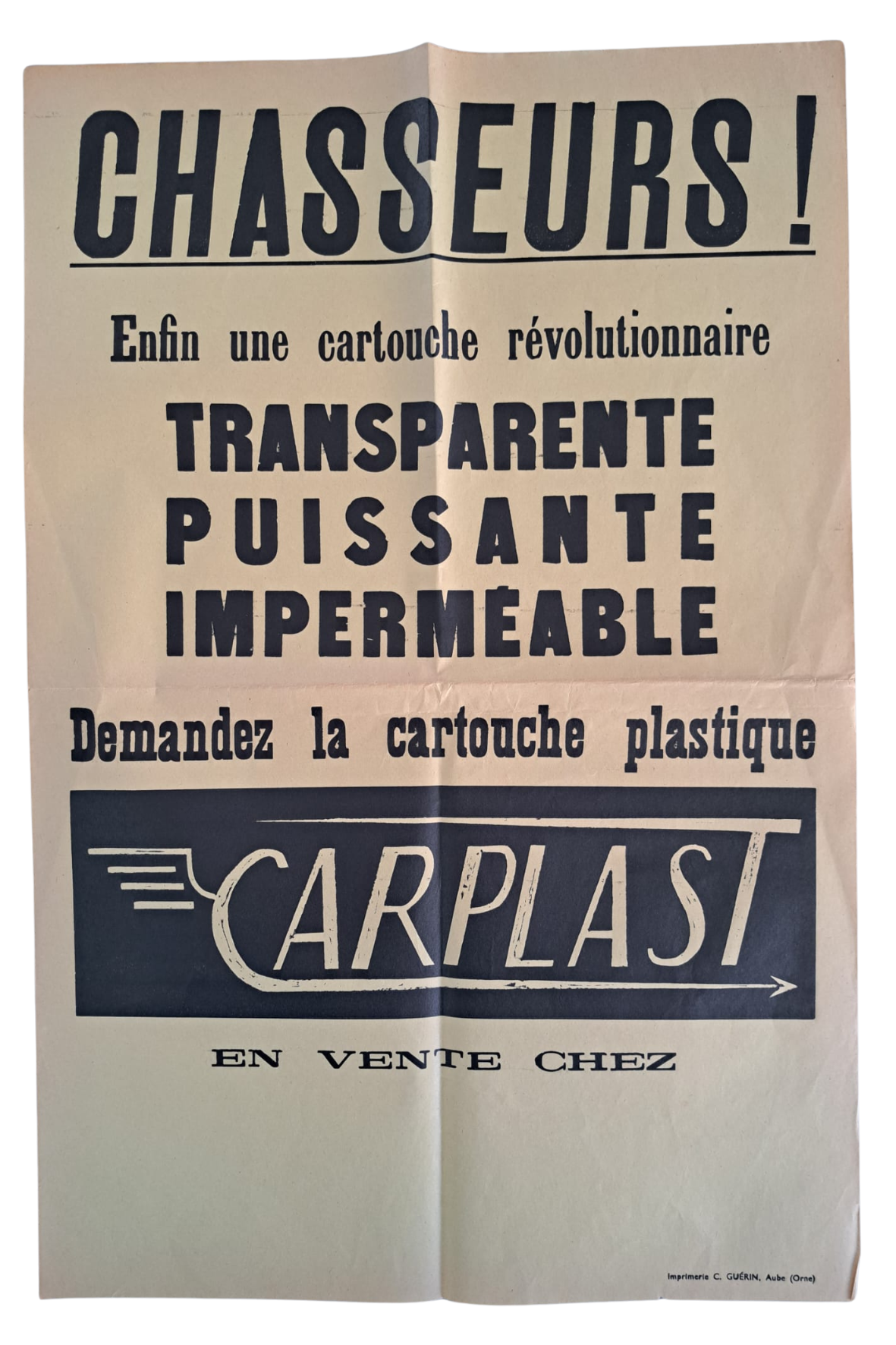
Affiche publicitaire d'époque

La Carplast se distingue par l'utilisation de plastique pour la douille et la bourre. La douille en plastique, transparente, permet de voir l'intérieur de la cartouche et de s'assurer de son bon état. Elle est également plus résistante à l'humidité et aux chocs que les douilles en carton. La bourre en plastique, conçue pour optimiser la combustion de la poudre et améliorer la précision du tir, a quant à elle été le fruit d'un brevet déposé en 1960.